# Obwód poleski
Obwód poleski (biał. Палеская вобласць, ros. Полесская область) – białoruska jednostka administracyjna istniejąca w latach 1938–1954 (de facto: 1938–1941; 1944–1954) na wschodnim Polesiu.

## Historia
Obwód powstał na mocy decyzji Prezydium Rady Najwyższej Białoruskiej SRR z 15 stycznia 1938 i obejmował tereny wschodniego Polesia należącego do BSRR. W styczniu 1941 w skład obwodu wchodziło 17 rejonów: azarycki, brahiński, chojnicki, hłuski, jelski, kalinkowicki, komaryński, kopatkiewicki, karpiłowski, lelczycki, mozyrski, narowelski, parycki, petrykowski, turowski, wasilewicki, żytkowicki. Stolica jednostki był Mozyrz.
W czasie okupacji niemieckiej 1941–1944 większa część obwodu razem z Mozyrzem została włączona w skład Komisariatu Rzeszy Ukrainy, reszta została częścią Komisariatu Wschód (okręgu Białoruś).
8 stycznia 1954 roku dekretem Prezydium Rady Najwyższej ZSRR obwód zlikwidowano i przyłączono do homelskiego (niewielkie terytoria również do mohylewskiego i mińskiego).